# De Havilland Tiger Moth
de Havilland Tiger Moth byl britský dvoumístný cvičný dvouplošník, který byl vyvinut Geoffreyem de Havillandem v roce 1931 na základě staršího cvičného letounu de Havilland D.H.60. V roce 1932 vyvinul F. Halford vylepšenou verzi s motorem Gipsy Major pojmenovanou D.H.82A, kterou RAF zavedla do služby jako Tiger Moth II.[zdroj?] Celkem bylo postaveno 8 848 kusů tří základních verzí a byl vyráběn licenčně i v Kanadě, Švédsku, Austrálii, Portugalsku a na Novém Zélandu. Kromě RAF byl Tiger Moth používán také ozbrojenými silami dalších více než třiceti zemí a jako soukromá či klubová letadla létaly Tiger Mothy doslova po celém světě.

## Specifikace (D.H. 82C)

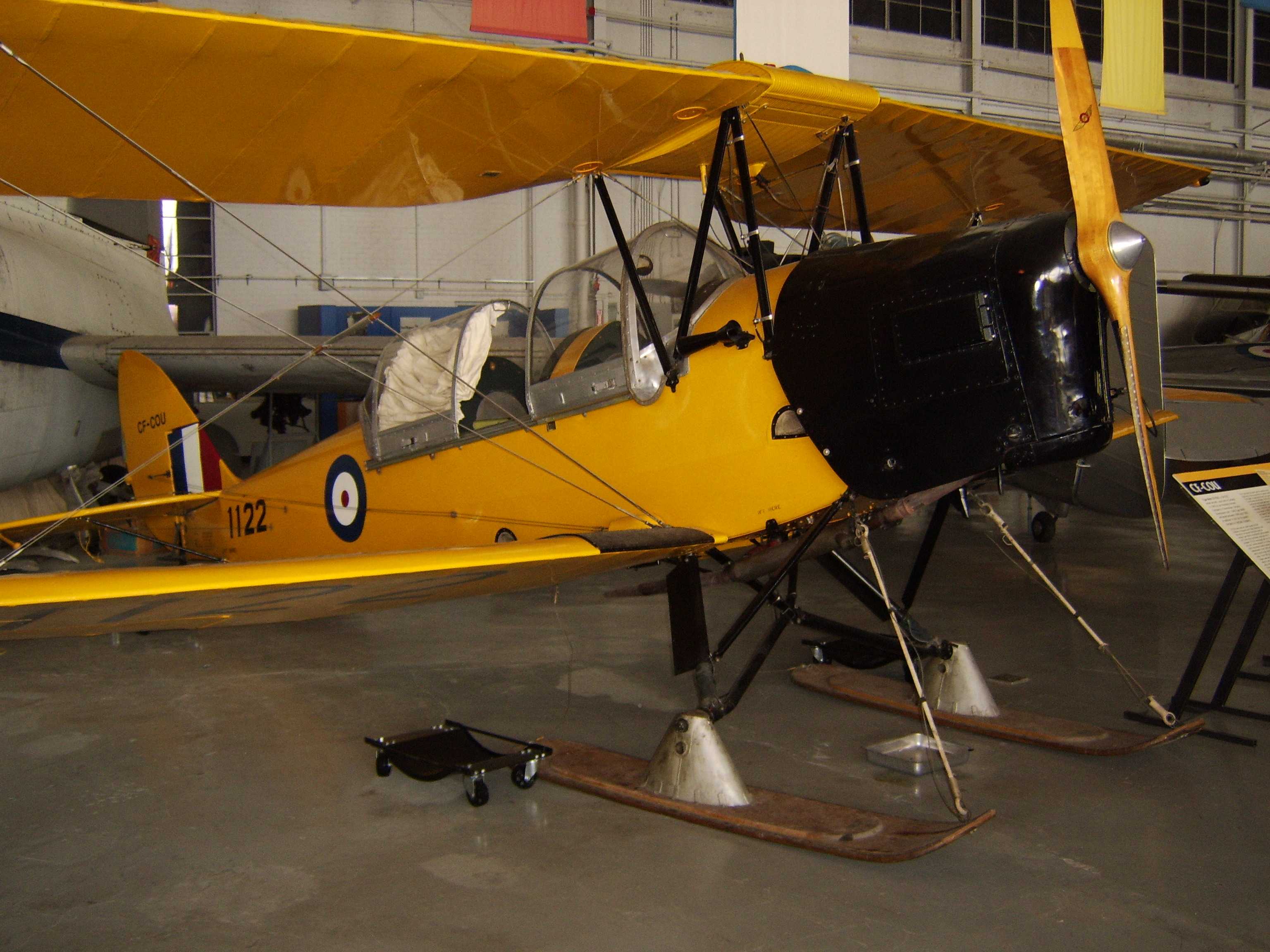
D.H.82C Tiger Moth, varianta vyráběná firmou de Havilland Canada

Údaje podle

### Technické údaje
- Rozpětí: 8,94 m
- Délka: 7,29 m
- Výška: 2,69 m
- Nosná plocha: 22,20 m²
- Prázdná hmotnost: 506 kg
- Maximální vzletová hmotnost: 828 kg

### Výkony
- Maximální rychlost: 172 km/h
- Praktický dostup: 4450 m
- Dolet: 443 km